# Église Notre-Dame de la Platière
L'église Notre-Dame de la Platière est une ancienne église catholique de la ville de Lyon, en France.

## Situation
L'église se trouvait à l'emplacement de l'actuelle impasse de la Platière.
Le parvis de l'église pourrait être à l'origine un espace marquant le franchissement du Rhône, avant la construction du pont du Change, et le centre du bourg d'outre-Saône cité au IXe siècle,.

## Histoire
L'église aurait été fondée au Ve siècle, par saint Eucher, pour servir de recluserie, sous le vocable de Notre-Dame-des-Bois ou Sainte-Marie-aux-Bois. Elle aurait été reconstruite au IXe siècle par Leidrade.
Au XIe siècle, Gébuin (saint Jubin), archevêque de Lyon de 1077 à 1082, fait don de l’église et de ses dépendances aux Chanoines réguliers de Saint Ruf. Il est probable que le petit sanctuaire, plusieurs fois remanié, soit reconstruit sur de bien plus vastes proportions, au commencement du XIIe siècle, peu après la prise de possession par les chanoines réguliers de Saint Ruf.
Elle a eu pour prieur commendataire Marc de Rossillon, de la famille de Beauretour, avant sa nomination vers 1566 comme prieur de La Boisse. L'église est pillée par les protestants en 1562. Le prieur Humbert-Louis du Puget fait construire en 1633 des immeubles sur une partie du cimetière du prieuré rue Lanterne afin d'en tirer des revenus,.
À la fin du XVIIIe siècle, la paroisse de La Platière s'étend sur un vaste espace délimité par :
- la place de La Platière au sud ;
- la rue Lanterne, la rue Terme, la montée de la Grande-Côte, la grande rue de la Croix-Rousse à l’est ;
- la rue du Nord et le passage de la Voûte, au nord ;
- la rue de l’Enfance, la rue de la Tourette, la côte des Carmélites, la rue du Sergent-Blandan et la Saône, à l’ouest[9].

L'église est vendue comme bien national en trois lots. Les derniers vestiges de l'église (des restes de l’abside à l’angle des rues Lanterne et de La Platière) sont détruits en 1869.